# Kamionek (Budziska)
Kamionek – część wsi Budziska w Polsce, w województwie mazowieckim, w powiecie mińskim, w gminie Halinów. Leży na południowy wschód od Budzisk właściwych.
Dawniej samodzielna wieś, w latach 1867–1954 w gminie Okuniew w powiecie warszawskim. W 1921 roku Królewskie Bagno liczyło 49 mieszkańców. 20 października 1933 utworzono gromadę Kamionek w granicach gminy Okuniew, składającą się z czterech wsi: Budziska, Bochenki, Kamionek i Zagórze.
Podczas II wojny światowej w Generalnym Gubernatorstwie, w dystrykcie warszawskim. Według spisu z 1943 Kamionek liczył 142 mieszkańców.
Od 1 lipca 1952 w powiecie wołomińskim. Według stanu z dnia 1 lipca 1952 stanowił jedną z 7 gromad gminy Okuniew.
W związku z reorganizacją administracji wiejskiej jesienią 1954 Kamionek wszedł w skład gromady Okuniew. Gromada przetrwała do końca 1972 roku, czyli do kolejnej reformy gminnej.
W związku z reaktywowaniem gmin 1 stycznia 1973 wszedł w skład nowo utworzonej gminy Halinów. 1 czerwca 1975 gmina Halinów weszła w skład stołecznego województwa warszawskiego.